# 贵州疣螈
贵州疣螈（学名：Tylototriton kweichowensis）为蝾螈科疣螈属的两栖动物，俗名描包石、苗婆蛇、土蛤蚧，是中国的特有物种。分布于贵州、云南等地，主要生活于高山小流溪、小水塘、周围有杂草或矮灌木以及溪底有淤泥或碎石细沙。其生存的海拔范围为1500至2400米。该物种的模式产地在贵州大定县公鸡山。
其种加词“kweichowensis”意为“贵州的”。

## 保护
- 中国国家重点保护动物等级：二级